# Phymatoctenus comosus
Phymatoctenus comosus är en spindelart som beskrevs av Simon 1897. Phymatoctenus comosus ingår i släktet Phymatoctenus och familjen Ctenidae. Inga underarter finns listade i Catalogue of Life.